# Kultuurikatel
Kultuurikatel (en anglès The Creative Hub) és una fundació i organització cultural sense ànim de lucre de Tallinn, Estònia, i un mitjà entre la cultura internacional, la indústria de l'entreteniment i el sector privat. Kultuurikatel organitza esdeveniments, tallers, actuacions i anualment organitza l'Stalker Festival de la Tallinn Music Week. Està situada a les antigues instal·lacions de la Central elèctrica de Tallinn adaptades pels arquitectes Siiri Vallner i Indrek Peil.
L'organització també gestiona un programa actiu d'artistes en residència per atendre artistes professionals de diferents àmbits de la cultura. L'organització compta amb diversos departaments com ara un laboratori de so, un laboratori digital i audiovisual i un laboratori d'alimentació. Kultuurikatel és membre de xarxes internacionals com l'ECOC (Capital Europea de la Cultura), l'ENCATC (Xarxa Europea de Gestió Cultural i Política Cultural), l'ECBN (Xarxa Europea d'Empreses Creatives), Circostrada o la Cambra de Serveis d'Estònia.
Durant la presidència d'Estònia del Consell de la Unió Europea el 2017, els locals del Kultuurikatel van allotjar-hi esdeveniments relacionats.